# Jerónimo Salas
Jerónimo Salas (España), es un actor de teatro y televisión español nacido en Olvera (Cádiz, Andalucía). Es conocido por su papel de Iñaki en Eva y kolegas o de Nacho en Pendiente de título.
Ha protagonizado numerosas series en Internet y es miembro de la compañía de teatro Perro de Madrid.

## Filmografía

### Cine
- Escrito en las estrellas (2009).... como Dillan.
- Los ojos de Laia (2011)
- Sesión 1.16 (2012).... como Fernando.
- Nova. LittleSecretFilm (2012).... como Dani.
- Un Dios prohibido (2013).... como Faustino Pérez.

### Series
- Eva y kolegas (2008).... como Iñaki.
- Pendiente de título (2008–2011).... como Nacho.
- Cien calabazas (2012).... como Tony.
- El secreto de Puente Viejo (2014).... como Plácido.
- The Heritage Project: The Lost Legacy Reclamed (2019).... como San Agustín.

## Premios y nominaciones
- Candidato a Mejor Interpretación Masculina de Reparto a los Goyas 2014 por Un Dios prohibido.